# Il duca di Wyndham
Il duca di Wyndham (The Lost Duke of Wyndham) è un romanzo della scrittrice americana Julia Quinn pubblicato nel 2008. Il romanzo appartiene alla saga nota come The Two Dukes of Wyndham.

## Trama
Jack Audley, un ex soldato e affascinante fuorilegge, scopre di poter essere il legittimo duca di Wyndham. La sua vita cambia radicalmente quando viene catturato da Thomas Cavendish, il duca in carica, e dalla sua inflessibile nonna, la duchessa vedova. Mentre emergono segreti di famiglia e tensioni legate alla nobiltà e all'identità, Jack si avvicina sempre di più a Grace Eversleigh, la dama di compagnia della duchessa, che si trova coinvolta in questa inaspettata disputa ereditaria. Il romanzo esplora il tema dell’identità, del destino e dell’amore in un’epoca di rigide convenzioni sociali.

## Edizioni
- Julia Quinn, Il duca di Wyndham, Mondadori, 2024.